# ایوان دوودکو
ایوان دوودکو (انگلیسی: Ivan Dovhodko؛ زادهٔ ۱۵ ژانویهٔ ۱۹۸۹) ورزشکار روئینگ اهل اوکراین است.
وی در مسابقات کشوری و بین‌المللی در مجموع برندهٔ ۲ مدال طلا، ۴ مدال نقره، ۲ مدال برنز شده‌است.